# Tachinus rufipes
Tachinus rufipes es una especie de escarabajo del género Tachinus, familia Staphylinidae. Fue descrita científicamente por Linnaeus en 1758.

## Distribución geográfica
Habita en Reino Unido, Suecia, Noruega, Rusia, Finlandia, Alemania, Países Bajos, Francia, Austria, Luxemburgo, Ucrania, Estonia, Bélgica, España, Dinamarca, Canadá, Polonia, Bielorrusia, Italia y los Estados Unidos.